# Дюрютт, Пьер Франсуа Жозеф
Пьер Франсуа́ Жозе́ф Дюрю́тт (фр. Pierre François Joseph Durutte; 1767—1827) — французский военный деятель, дивизионный генерал (1803 год), граф (1813), участник революционных и наполеоновских войн, герой сражения при Ватерлоо. Имя генерала выбито на Триумфальной арке в Париже.

## Биография

### Происхождение
Происходил из достаточно богатой семьи коммерсантов, Пьера Дюрютта (фр. Pierre Joseph Durutte) и Аньес Аллар (фр. Agnès Allard), торговавших бельём. Франсуа жил в комфорте, получил хорошее образование, имел вкус к искусству, в свободное время играл на скрипке.

### Революционные войны
После Великой французской революции, 1 апреля 1792 года Дюрютт записался добровольцем в 3-й батальон волонтёров департамента Нор. С 1792 по 1795 годы сражался в рядах Северной армии. В июне 1792 года отличился под началом Люкнера у стен Менена и Кортрейка. 22 августа 1792 года стал младшим лейтенантом Северного легиона и стал помощником полковника штаба Дюмурье. 6 ноября отличился в битве при Жемаппе, и получил звание лейтенанта прямо на поле боя. Заслужил звание капитана за штурм форта Клундерт в феврале 1793 года, в ходе которого потерял глаз. За взятие траншеи у Виллемстаде, получил звание полковника штаба, но отказался от него, не веря, что он его заслужил. В марте возглавил роту в 19-м драгунском полку. 15 сентября 1793 года был произведён в командиры батальона штаба, и выполнял функции начальника штаба дивизии в сражении при Ондскоте, где проявил чудеса храбрости. 30 сентября 1793 года произведён в полковники штаба. Будучи в 1794 году начальником штаба корпуса генерала Мишо в Дюнкерке, занял город Ипр. В 1795 году был заместителем начальника штаба у генерала Моро в Северной армии.
В 1798 году был переведён в Армию Батавии, и участвовал в подавлении крестьянского восстания во фламандских департаментах в октябре-ноябре. В августе 1799 года он присоединился к Голландской армии в качестве начальника штаба Дежардена. Затем командовал авангардом в армиях генералов Брюна и Данделса, действовал в Голландии и Бельгии. Его блестящее поведение в сражении под Бергеном, при отступлении от Бевервейка, в битве при Кастрикюме принесли ему в 1799 году звание бригадного генерала.
25 апреля 1800 года зачислен в Рейнскую армию Моро и присоединился к дивизии Ла Пуапа. 3 мая того же года он сражался при Энгене под командованием Ришпанса, а затем в июне ему дали командование 2-й бригадой дивизии Декана. После того, как той осенью переговоры с австрийцами провалились, Дюрютт служил в армии в битве при Гогенлиндене 3 декабря. 13 декабря пересёк Зальцах у Лауфена.

### Межвоенный период и опала
После Люневильского мира Дюрютта 16 сентября 1801 года назначают в штаб 16-го военного округа, а 3 октября комендантом департамента Лис. Именно в этот период он встретил свою жену и переехал в Ипр, который оставался его домом до конца жизни.
27 августа 1803 года был произведён в дивизионные генералы, несмотря на антипатию Бонапарта к высшим офицерам Рейнской армии, и через два дня возглавил пехотную дивизию в лагере Брюгге под началом генерала Даву. Однако, приверженность Дюрютта республиканским идеалам, его нежелание поддержать провозглашение Империи, и ложные доносы о том, что он поддерживал заговорщика Пишегрю, привели к его замене на посту командира дивизии на генерала Гюдена.
22 августа 1804 года возглавил 10-й военный округ в Тулузе. Однако затем, 28 мая 1805 года, Дюрютт был переведён комендантом на остров Эльба, фактически, в ссылку. Последующие четыре года Франсуа писал множество писем Императору с просьбой призвать его в действующую армию, на которые получал постоянный отказ.

### Во главе дивизий

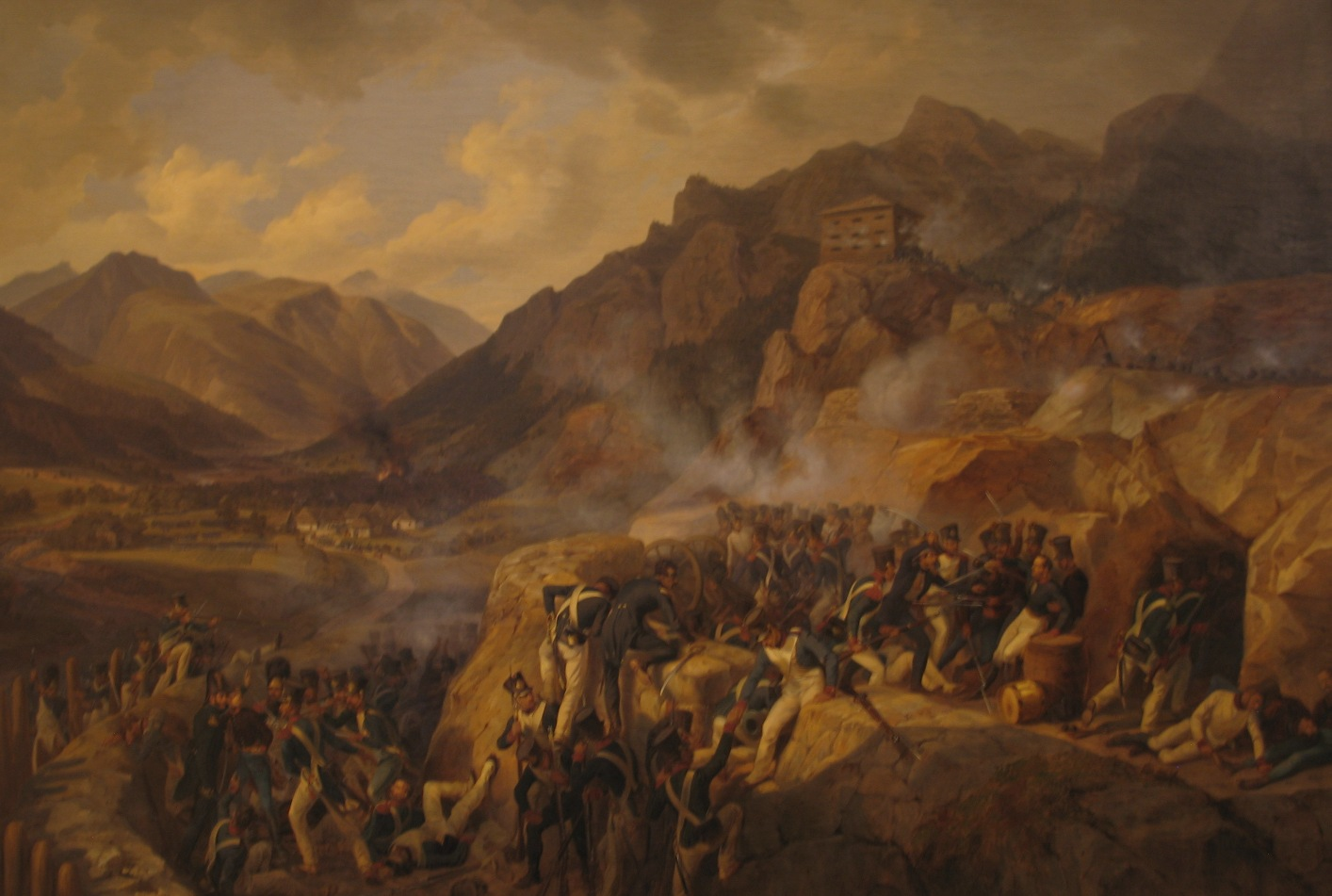
Дивизии Пакто и Дюрютта штурмуют Мальборгетто

Это изгнание продолжалось до 1809 года, когда принц Богарне ходатайствовал перед военным министром Кларком, и 25 марта получил разрешение вызвать Франсуа в расположение Итальянской армии. 11 апреля 1809 года Дюрютт отреагировал на приказ присоединиться к Армии Италии в Милане: «Я не могу описать, с каким чувством благодарности я получил этот приказ. Наконец, я смогу представить доказательства моей преданности его императорскому величеству!». 22 апреля возглавил 2-ю пехотную дивизию в составе корпуса Гренье, сформированную из прибывших из Неаполя полков. Сражаясь против австрийцев, Дюрютт особенно отличился при захвате Тревизо, и при переправе через Пьяве и Тальяменто. 17 мая, во время преследования войск эрцгерцога Иоганна, Дюрютт взял штурмом форт Мальборгетто, причём вошёл в укрепление первым и был ранен в правую руку. Бой был настолько кровопролитный, что весь гарнизон, вместе со своим комендантом Гензелем, пал поголовно. Затем он участвовал в битве при Раабе 14 июня. В сражении при Ваграме его дивизия участвовала в массированной атаке центра австрийцев.

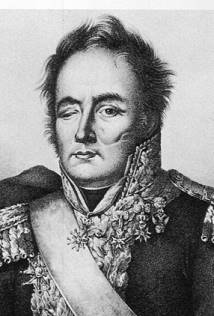
Генерал Дюрютт

После присоединения Голландии к Франции Дюрютт был назначен 5 августа 1810 года губернатором Амстердама, а с 24 декабря 1810 года по 4 октября 1811 года занимался формированием 31-го военного округа в Гронингене, организовав защиту побережья от Тексела до реки Эмс, после чего отправился в Мекленбург и Померанию. 4 февраля 1812 года присоединился к Великой Армии. С 18 апреля по 8 октября 1812 года занимал пост губернатора Берлина. По приказу Наполеона занял форт Шпандау. Когда генерал покинул столицу Пруссии, король Фридрих Вильгельм III подарил ему свой портрет в качестве благодарности, за умелое и порядочное управление городом.
С 18 мая 1812 года Дюрютт руководил формированием 4-й резервной пехотной дивизии в Германии. 4 июля она стала 3-й дивизией 11-го корпуса Ожеро. 1 ноября прибыл в Варшаву. 11 ноября его дивизия получила 32-й порядковый номер и была включена в состав 7-го корпуса генерала Ренье. 14 и 15 ноября оборонял мост в Волковыске от 33000 русских. Затем сражался на Березине и на Буге, где прикрывал бегство разбитой Великой Армии из России и в Варшаве занимался переформированием разгромленных французских частей.

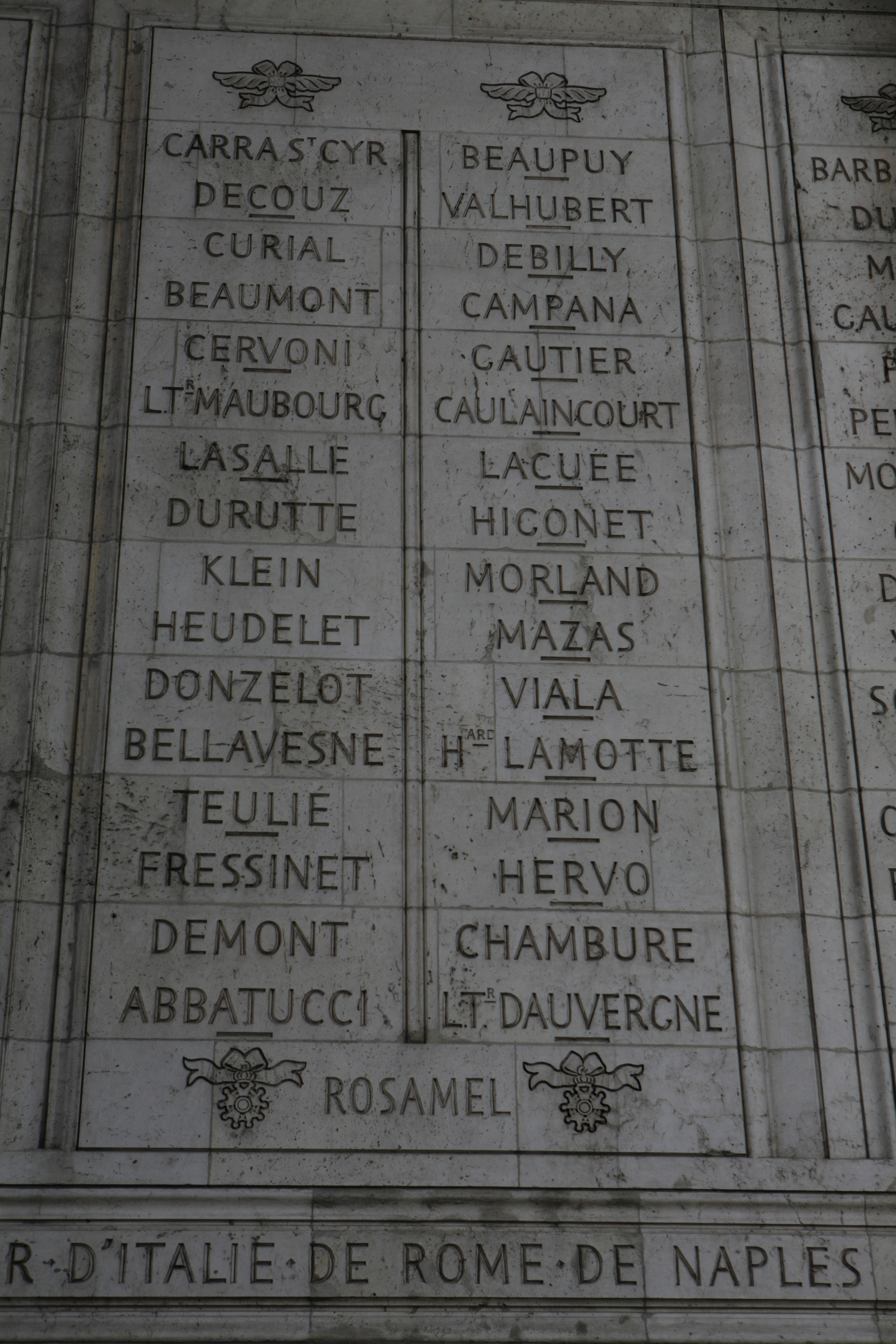
Имя генерала Дюрютта на Триумфальной арке в Париже

В феврале 1813 года Дюрютт, находясь со своей дивизией в окрестностях Калиша, узнал, что корпус Ренье, стоявший весьма беспечно, внезапно атакован русским отрядом генерала Винценгероде. Дюрютт тотчас поспешил на выручку и, хотя оказался в меньшем числе, всё же самоотверженно, жертвуя собой, образовал перед Калишем заслон, продержался до ночи и дал возможность рассеянным французским полкам собраться в Калише и отступить. С 19 по 26 марта оборонял Дрезден.
Прибыв в Йену 1 апреля, генерал присоединился к принцу Евгению Богарне в Гарце, где занял позицию с 3000 оставшихся в Эльбренгаде людей. Вскоре он получил подкрепление 3000 новобранцами и саксонской дивизией. Затем он участвовал в сражениях при Бауцене, Гросберене и Денневице. Особо он отличился в сражении при Лютцене, когда его неожиданная контратака способствовала победе французов. Под Лейпцигом дивизия Дюрютта сильно пострадала от внезапно перешедших на сторону союзников саксонцев. Наградой Дюрютту за эту кампанию был графский титул. Это было единственное внимание, которое оказал ему Наполеон, вообще мало замечавший и ценивший Дюрютта.
1 января 1814 года Дюрютт эвакуировал Кобленц. При вторжении союзников во Францию, Дюрютт заперся в Меце и 13 января 1814 года был назначен губернатором этого города. Генерал долго и самоотверженно оборонялся, отвергая всякое предложение о сдаче. В конце концов он отстоял Мец. Когда весть о геройстве Дюрютта дошла до Наполеона, он воскликнул: «Вот человек, которому я ничего не сделал и который так много сделал для меня!». Население Меца, оценив поведение Дюрютта, поднесло ему почётную шпагу.

### Последняя кампания
После реставрации Бурбонов Дюрютт получил приказ Людовика ХѴIII оставаться комендантом Меца, и одновременно 23 мая 1814 года возглавил 3-й военный округ.
При бегстве Наполеона с острова Эльбы Дюрютт громко заявил: «Появление Наполеона в нынешних условиях — несчастье для страны: стране угрожают новым вторжением. Но наш долг состоит в том, чтобы победить или умереть».
28 марта 1815 года возглавил 4-ю пехотную дивизию, входившую в состав 1-го корпуса д’Эрлона Северной армии. Дюрютт храбро сражался под Ватерлоо, и своей кровью ещё раз доказал преданность Наполеону, получив сабельный удар в голову и лишившись кисти правой руки, оторванной артиллерийским снарядом.
18 октября 1815 года, после окончательного низложения Наполеона, Дюрютт остался не у дел, жил в своём поместье во Фландрии и умер 18 апреля 1827 года в Ипре.

## Семья
- отец Пьер Жозеф Дюрютт (фр. Pierre Joseph Durutte; 1722—1771)
- мать Аньес Аллар (фр. Agnès Allard; 1731—1793)
- супруга Жозефина Антуанетта де Меземакер (фр. Joséphine Antoinette de Meezemaeker; 1777—1845)
- сын Гюстав Франсуа Камиль Дюрютт (фр. Gustave François Camille Durutte; 1802—1802)
- сын Камиль Дюрютт (фр. François "Camille" Antoine Durutte; 1803—1881) — известный музыкальный теоретик
- дочь Юрсюль Антуанетта Жозефина Дюрютт (фр. Ursule Antoinette Joséphine Durutte; 1804—1855)
- сын Эжен Гюстав Адольф Антуан Дюрютт (фр. Eugène Gustave Adolphe Antoine Durutte; 1806—1807)
- сын Эдуар Анри Луи Дюрютт (фр. Edouard Henri Louis Durutte; 1807—1837)
- дочь Эмеранс Мари Жозефина Дюрютт (фр. Emerance Marie Joséphine Durutte; 1811—1880)
- сын Эмиль Эдуар Анри Гислен Дюрютт (фр. Émile Edouard Henri Ghislain Durutte; 1817—1886)[1]

## Воинские звания
- Солдат (1 апреля 1792 года);
- Младший лейтенант (22 августа 1792 года);
- Лейтенант (6 ноября 1792 года);
- Капитан (6 марта 1793 года);
- Командир батальона штаба (15 сентября 1793 года);
- Полковник штаба (30 сентября 1793 года);
- Бригадный генерал (26 сентября 1799 года);
- Дивизионный генерал (27 августа 1803 года).

## Титулы

Герб барона

- Барон Дюрютт и Империи (фр. baron Durutte  et de l'Empire; декрет от 15 августа 1809 года, патент подтверждён 14 апреля 1810 года в Компьене)[2];
- Граф Дюрютт и Империи (фр. comte Durutte  et de l'Empire; декрет от 14 июня 1813 года, патент подтверждён 14 августа 1813 года в Сен-Клу)[3][4].

## Награды
Легионер ордена Почётного легиона (11 декабря 1803 года)
 Коммандан ордена Почётного легиона (14 июня 1804 года)
 Кавалер ордена Железной короны (17 июля 1809 года)
 Командор вюрцбургского ордена Святого Иосифа (лето 1813 года)
 Кавалер Военного ордена Святого Людовика (27 июня 1814 года)
 Великий офицер ордена Почётного легиона (23 августа 1814 года)